# Ronald Seifert
Ronald Seifer es un deportista brasileño que compitió en vela en la clase Star. Ganó dos medallas en el Campeonato Mundial de Star, bronce en 2009 y plata en 2015.

## Palmarés internacional
| Campeonato Mundial | Campeonato Mundial     | Campeonato Mundial | Campeonato Mundial |
| Año                | Lugar                  | Medalla            | Clase              |
| ------------------ | ---------------------- | ------------------ | ------------------ |
| 2009               | Varberg (Suecia)       | Medalla de bronce  | Star               |
| 2015               | San Isidro (Argentina) | Medalla de plata   | Star               |